# Touya (Burkina Faso)
Pour les articles homonymes, voir Touya (homonymie).
Touya est une localité située dans le département de Tangaye de la province du Yatenga dans la région Nord au Burkina Faso.

## Géographie
Touya se trouve à 13 km au nord-ouest de Tangaye, le chef-lieu du département, à 2 km au nord-est de Pella-Tibitiguia et à 20 km au nord-ouest du centre de Ouahigouya. Le village se trouve à 7 km au sud-ouest de la route nationale 2.

## Histoire
L'électrification rurale du village est faite en 2007.

## Santé et éducation
Touya accueille un dispensaire isolé tandis que le centre de santé et de promotion sociale (CSPS) le plus proche est à Pella-Tibitiguia et que le centre hospitalier régional (CHR) se trouve à Ouahigouya.